# Kraftwerk Bahía de Bizkaia
Das Kraftwerk Bahía de Bizkaia ist ein Gas-und-Dampf-Kombikraftwerk im Hafen von Bilbao (Gemeinde Ciérvana), Provinz Bizkaia, Spanien. Die installierte Leistung des Kraftwerks beträgt 800 MW. Die durchschnittliche Jahreserzeugung wird mit 3,6 Mrd. kWh angegeben; die Erzeugung lag 2008 bei 4,632 Mrd. kWh. Das Kraftwerk ging 2003 in Betrieb; es dient zur Abdeckung der Grund- und Mittellast.

## Eigentümer und Betreiber
Das Kraftwerk ist im Besitz von Bahia de Bizkaia Electricidad (BBE) und wird auch von BBE betrieben. BBE ist ein Joint Venture von BP (75 %) und EVE (25 %). Ursprünglich war BBE ein Joint Venture von BP, EVE, Repsol und Iberdrola, bei dem jedes der beteiligten Unternehmen einen Anteil von 25 % hatte. Repsol verkaufte seinen Anteil 2013 für ca. 135 Mio. € an BP, Iberdrola im folgenden Jahr für 111 Mio. € ebenfalls an BP.

## Kraftwerksblöcke
Das Kraftwerk besteht aus einem Block. Die folgende Tabelle gibt einen Überblick:
| Block | Einheit | Max. Leistung (MW) | Betriebsbeginn | Turbine | Generator | Dampfkessel      |
| ----- | ------- | ------------------ | -------------- | ------- | --------- | ---------------- |
| 1     | 1       | 267 (254)          | 2003           | GE      | GE        | Babcock & Wilcox |
| 1     | 2       | 267 (254)          | 2003           | GE      | GE        | Babcock & Wilcox |
| 1     | 3       | 266 (282)          | 2003           | GE      | GE        |                  |

Der Block 1 besteht aus zwei Gasturbinen sowie einer nachgeschalteten Dampfturbine. An beide Gasturbinen ist jeweils ein Abhitzedampferzeuger angeschlossen; die Abhitzedampferzeuger versorgen dann die Dampfturbine. In der Schaltanlage wird die Generatorspannung von 15,75 kV mittels Leistungstransformatoren auf 400 kV hochgespannt.